# Mémorial et musée des martyrs turcs massacrés par les Arméniens
Le Mémorial et musée des martyrs turcs (en turc : Ermeniler Tarafından Katledilen Şehit Türkler Anıt ve Müzesi), anciennement Mémorial et musée du génocide d'Iğdır (en turc : Iğdır Soykırım Anıt-Müzesi), est un mémorial accompagné d'un musée promouvant la négation du génocide arménien. Il est situé à Iğdır en Turquie. Sa construction commence le 1er août 1997 et il est inauguré le 5 octobre 1999.

## Localisation
Le complexe est situé à l'est d'Iğdır, le long de la route européenne 99 menant en Azerbaïdjan.
Il a été construit à cet emplacement pour « faire en sorte que les personnes venant d'Arménie, d'Iran et d'Azerbaïdjan rencontrent d'abord ce monument [en arrivant à Iğdır] ».
Selon un porte-parole du gouverneur d'Iğdır, il est également visible depuis la capitale arménienne, Erevan, ajoutant que « chaque fois que les Arméniens regardent vers leur saint mont Ararat, ils verront notre monument ».

## Caractéristiques
Le monument est placé sur une parcelle triangulaire de 1,3 hectare. Sa hauteur de 43,50 mètres par rapport au sol en fait le plus haut mémorial de Turquie.
Il reproduit cinq grandes épées, hautes de 36 mètres, dont les extrémités courbées se rejoignent à leur pointe, et qui, vues d'en haut, forment l'étoile du drapeau national turc. Elles sont recouvertes de granite gris de Chine, appelé « bianco maris ».
Une colline artificielle de 7,20 mètres de haut forme la base du monument et abrite un musée de 350 m2 où sont exposés « des documents, des photographies et d'autres matériels laissés par les atrocités commises par les Arméniens dans la région entre 1915 et 1918 et extraits des fosses communes ».
Les murs extérieurs du musée sont construits en pierre d'Ahlat rouge, tandis que les portes, fenêtres et armoires du musée sont en bois de châtaignier.
La construction a coûté 400 milliards de livres turques (équivalent à environ 800 000 euros à l'époque).
Le musée accueille environ 4 000 visiteurs par mois,.

### Symbolique

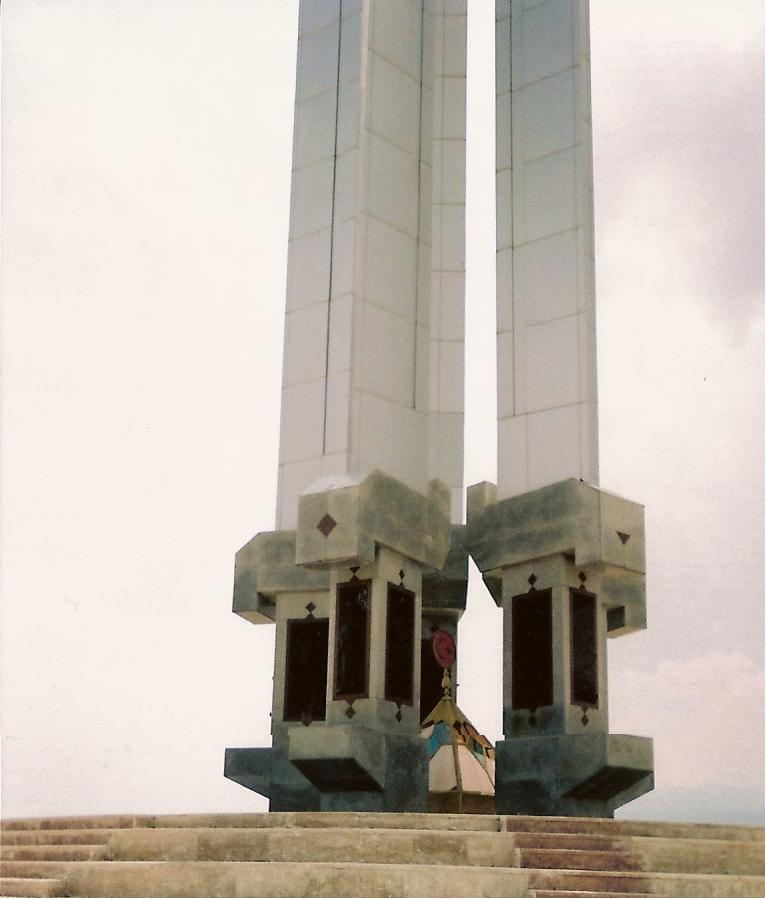
Poignées des épées avec leurs reliefs en bronze.

Les épées représentent « la santé, la paix et la tranquillité » et « montrent également la puissance de défense du pays et de la nation ». Leurs pointes tournées vers l'extérieur montre « qu'elles sont toujours prêtes pour des attaques venant de l'extérieur ». Elles « sont levées en l'honneur de l'armée turque, qui a sauvé le peuple musulman innocent du génocide, et en mémoire de ses martyrs et vétérans ».
Leurs extrémités incurvées forment un dôme ressemblant aux tombes seldjoukides (en) et les poignées portent des reliefs en bronze symbolisant « le pouvoir de la liberté » en reproduisant des scènes allant du plus ancien État turc jusqu'à la république actuelle.
La colline artificielle rapelle les tumuli érigés à la mémoire des souverains et guerriers (les kourganes).

## Objectif du complexe
La construction a été décidée au cours du symposium international sur « les faits historiques et les Arméniens » tenu à Igdir du 24 au 26 avril 1995. La nécessité de la construction du mémorial a été soulignée dans la déclaration finale du symposium : 

« […] il a été décidé qu'un monument des martyrs, qui répondra aux monuments dits de génocide, dont des dizaines ont été ouverts dans de nombreuses régions du monde, sera ouvert à Iğdır […]. Ce monument […] nous aidera à garder dans notre esprit les mauvais jours du passé et les États colonialistes qui ont fait de nous des ennemis, et éclairera notre avenir sur la base de l'amitié, du bon voisinage et de la coopération. »

L'objectif déclaré est de « commémorer les massacres et les atrocités commises par les Arméniens dans la province d'Iğdır » pendant la Première Guerre mondiale et la guerre turco-arménienne.
Lors de la cérémonie d'inauguration du monument — à laquelle sont présents le président turc de l'époque, Süleyman Demirel, ainsi que toute l'élite militaire de la Turquie, dont le chef d'état-major Hüseyin Kıvrıkoğlu — le ministre d'État Ramazan Mirzaoğlu (tr) affirme dans son discours que les Arméniens ont tué près de 80 000 personnes à Iğdır entre 1915 et 1920,.
Le conservateur du musée, Çağlar Yıldırım, déclare que « Ce n'est pas nous qui avons commis un génocide, mais les Arméniens. Erevan doit retirer ses accusations, et l'Europe a intérêt à rester en dehors de ce débat. Sinon, il n'y aura jamais de paix ».

## Controverse
Selon le professeur en études culturelles Egemen Özbek, ce mémorial a été construit pour affirmer la négation du génocide arménien et le récit contesté selon lequel, pendant la Première Guerre mondiale, ce sont les Arméniens qui ont tué les Turcs plutôt que l'inverse.
Les journalistes français Laure Marchand et Guillaume Perrier qualifient le monument de « caricature ultime de la politique du gouvernement turc consistant à nier le génocide de 1915 en réécrivant l'Histoire et en transformant les victimes en coupables ».
Le professeur de sociologie politique Bilgin Ayata, dans The Armenian Weekly, critique le mémorial comme étant « agressif, nationaliste et carrément hostile ».
La Fédération euro-arménienne pour la justice et la démocratie (FEAJD) affirme quant à elle que le mémorial est conçu pour nier le génocide arménien et demande sa fermeture.

## Galerie

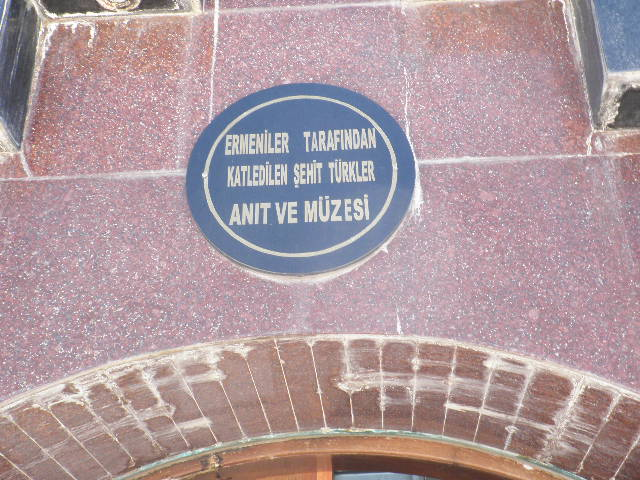
Entrée du musée.
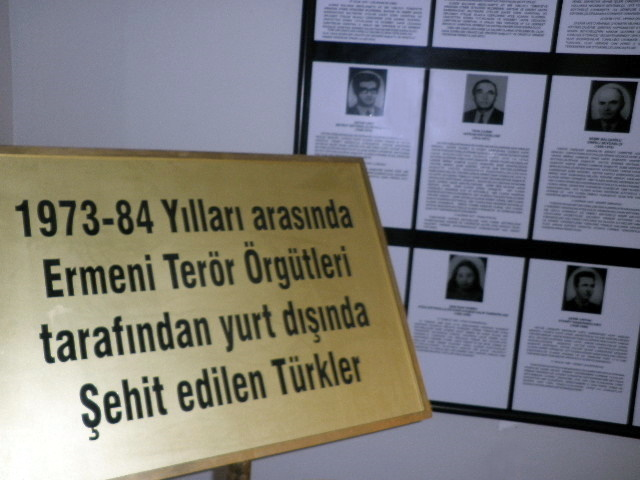
Partie du musée consacrée aux diplomates turcs assassinés par des organisations militantes arméniennes (en).
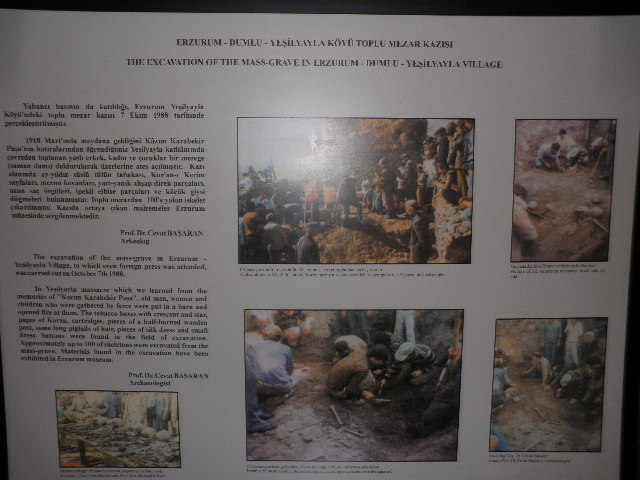
Panneau présentant la fouille du charnier du village d'Yeşilyayla près d'Erzurum.
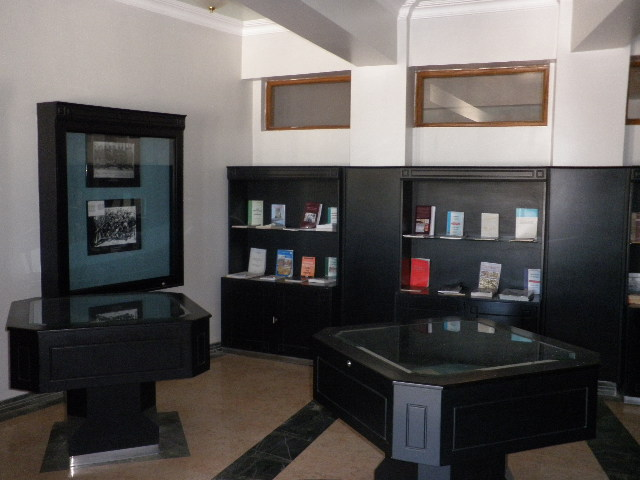
Salle du musée.
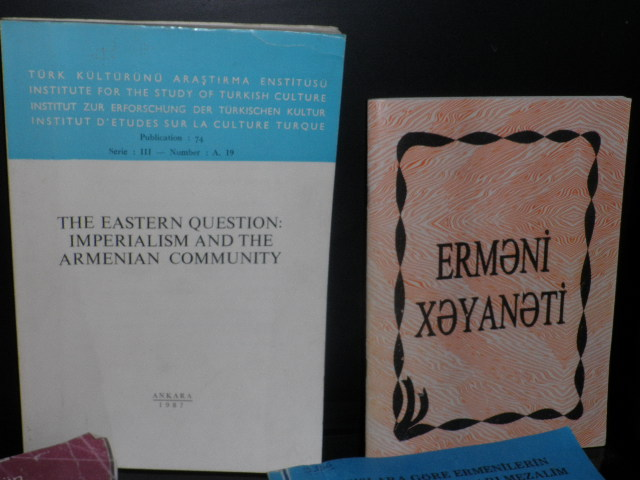
Livres exposés dans le musée[N 2].